# Arca dell'Alleanza

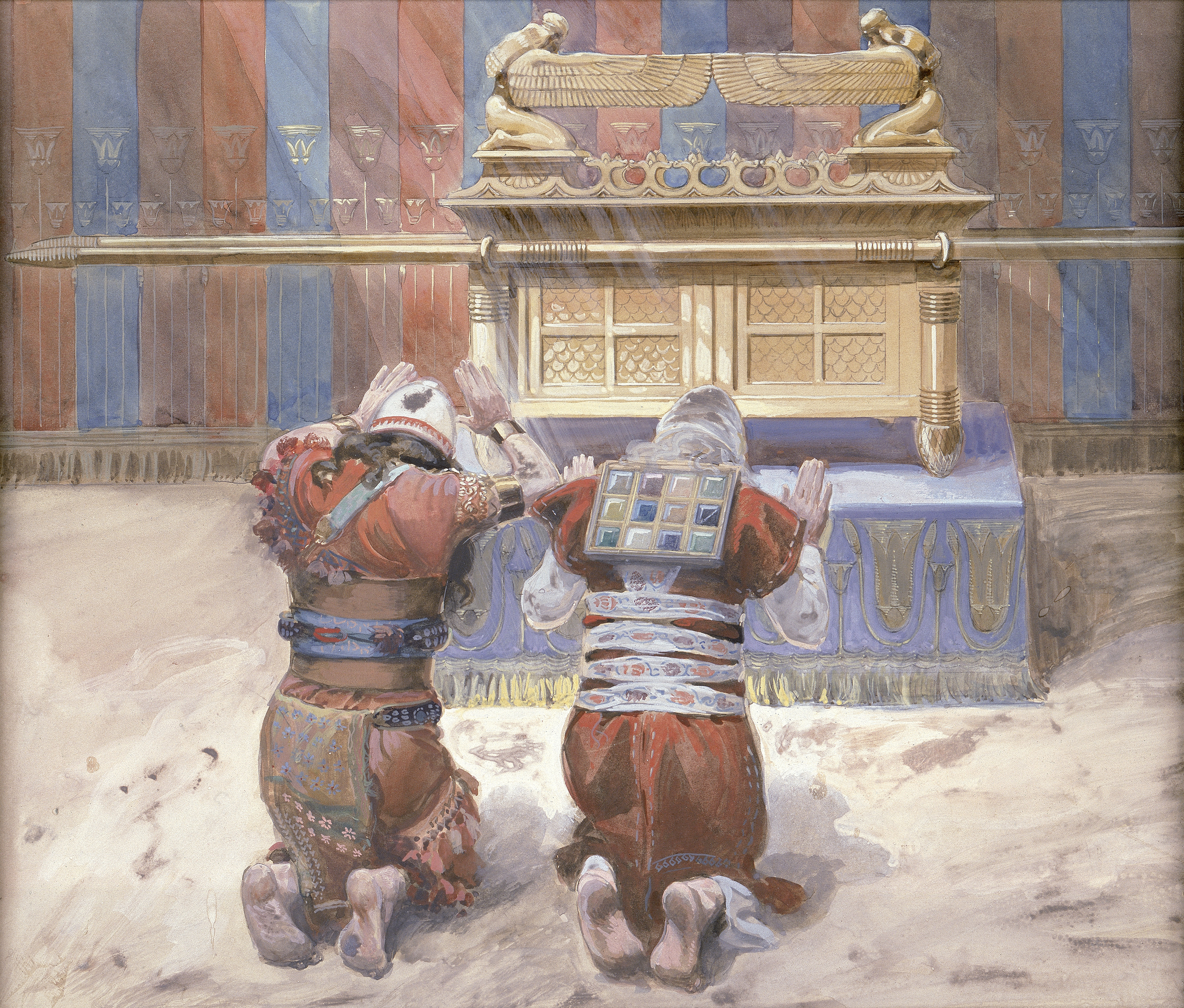
Mosè e Giosuè si inchinano davanti all'arca in un dipinto (1900 circa) di James Tissot.

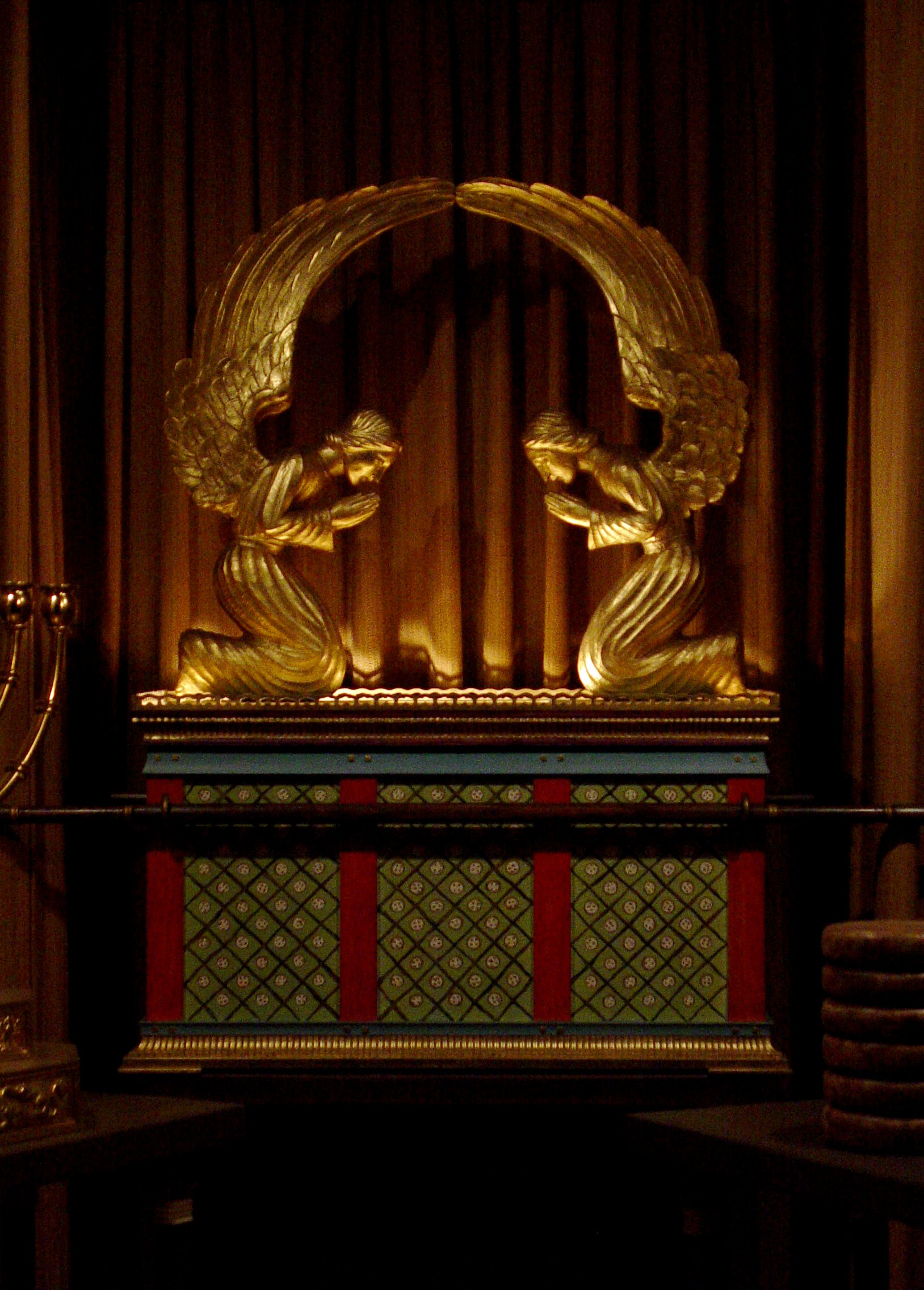
Ricostruzione ipotetica dell'arca in accordo con Esodo 25, 17-21

L'Arca dell'Alleanza (in ebraico ארון הברית, ʾĀrôn habbərît, pronuncia moderna /aˌʀon habˈʀit/), conosciuta anche come l'Arca del Patto, l'Arca della Testimonianza o l'Arca di Dio, è un presunto manufatto ritenuto la reliquia più sacra degli Israeliti, che è descritto come una cassa di legno, ricoperta d'oro puro, con un coperchio chiamato "propiziatorio". Secondo il Libro dell'Esodo, conteneva le due tavole di pietra dei Dieci Comandamenti. Secondo la Lettera agli Ebrei del Nuovo Testamento, conteneva anche la verga di Aronne e una pentola di manna.
Il racconto biblico riferisce che circa un anno dopo l'esodo degli Israeliti dall'Egitto, l'arca fu creata per custodire le Tavole della Legge che Dio aveva dato a Mosè sul monte Sinai. Essa costituiva il segno visibile della presenza divina in mezzo alle dodici tribù di Israele.

## L'arca nella Bibbia e nella tradizione ebraica e cristiana

### Struttura e funzione
L'arca è descritta dettagliatamente nel libro dell'Esodo (25,10-22; 37,1-9): era una cassa di legno di acacia, rivestita d'oro all'interno e all'esterno, a forma di parallelepipedo, con un coperchio d'oro puro (in ebraico כפורת, kappòret, normalmente tradotto in italiano "propiziatorio").
Le dimensioni dell'arca erano dunque di due cubiti e mezzo di lunghezza, un cubito e mezzo di larghezza e altezza, ovvero circa 110×66×66 cm. Ai lati erano fissate, con quattro anelli d'oro, due stanghe di legno dorato, con le quali l'arca veniva sollevata veniva trasportata. 
Sul coperchio d'oro dell'arca erano collocate due statue, anch'esse d'oro, di cherubini con le ali spiegate. e secondo interpretazioni cabalistiche di molto posteriori alla redazione biblica le due statue raffiguravano gli angeli Metatron e Sandalphon.  Di fronte all'arca, Mosè era in grado addirittura di parlare con Dio, che compariva seduto su un trono fra i due cherubini che ornavano il coperchio (cfr. Esodo 25,22). Data la piccola dimensione dell'arca, i cherubini descritti nel Libro dell'Esodo dovevano essere anch'essi molto piccoli. Nel tempio di Salomone, invece, furono collocati due cherubini in legno d'ulivo ricoperto d'oro, alti 10 cubiti, cioè circa 5 metri (1 Re 6, 23-28).
Inoltre, alcune leggende vogliono che l'arca, in alcune situazioni, si adornasse di un alone di luce divina e che da essa scaturissero lampi e folgori, capaci di incenerire chiunque ne fosse stato colpito, nel caso non avesse rispettato il divieto di avvicinarvisi.

### Contenuto
All'interno della cassa sarebbero state conservate le Tavole della Legge (Deuteronomio 10,1-5), un vaso contenente una piccola quantità di manna raccolta da Aronne (Libro dell'Esodo Esodo 16:33-34; cfr. Ebrei 9,4) e la verga fiorita d'Aronne (Libro dei Numeri 17,25). Inoltre in un passo del Talmud (trattato Baba Batra 14a), si discute se all'interno dell'arca vi fossero anche i resti delle prime Tavole, infrante da Mosè. Ci si chiede anche se vi fosse conservato pure il bastone di Mosè e l'olio dell'unzione dei sacerdoti e dei re d'Israele. 
All'epoca dell'inaugurazione del Tempio di Salomone, tuttavia, pare che essa non contenesse nient'altro che le Tavole della Legge (1 Re 8,9; 2 Cronache 5,2-10).

### Utilizzo e collocazione
Durante la peregrinazione degli Israeliti nel deserto, l'arca rimaneva sempre nel loro accampamento, spostandosi insieme con loro. L'incarico di trasportare l'arca era riservato ai leviti. A chiunque altro era vietato toccarla; quando il re Davide fece trasportare l'arca a Gerusalemme, durante il viaggio un uomo di nome Uzzà la toccò per sostenerla e cadde morto sul posto (2Samuele 6,1-8, 1Cronache 13,9-10). L'arca veniva trasportata coperta da un telo di pelle di tasso, coperto da un ulteriore telo di stoffa turchino (Numeri 4,6), e quando il popolo si fermava nel deserto, essa veniva collocata al riparo di un'apposita tenda, chiamata "tenda del Signore" o "tenda del convegno", senza che venisse mai esposta al pubblico, se non in casi eccezionali.
Dopo l'entrata del popolo ebraico nella Terra d'Israele, la "tenda del convegno" fu eretta a Silo (Giosuè 18,1) e vi rimase fino al tempo di Samuele. A quel tempo gli Israeliti decisero di portare l'arca in battaglia contro i Filistei perché assicurasse loro la vittoria, ma vennero sconfitti e l'arca fu catturata dai nemici (1Samuele 4,1-11), che saccheggiarono anche il Mishkan, il "tabernacolo" in cui l'arca veniva custodita. Scoppiò però una grave pestilenza tra i Filistei a causa della presenza dell'arca tra loro e perciò, dopo sette mesi, decisero di restituirla agli Ebrei (1Samuele 5-6). L'arca fu quindi posta nella città di Kiryat Ye'arim (1Samuele 7,1) e vi rimase finché il re Davide la fece trasferire nella "città di David", la rocca di Gerusalemme (2Samuele 6). Infine, nella seconda metà del X secolo a.C., l'arca trovò la propria collocazione definitiva quando Salomone, figlio e successore di Davide, la fece collocare nel Debir (in latino Sancta Sanctorum) del Tempio di Gerusalemme, da lui fatto costruire (1Re 8,1-9).
Da quel momento l'arca sembra essere custodita nel Tempio di Salomone; ma essendo riposta nel Sancta Sanctorum, inaccessibile ai fedeli e alla maggioranza dei sacerdoti (soltanto un gruppo di Leviti selezionato poteva accedere alla sala dov'era conservata), ma non ci sono testimonianze oculari. L'unica citazione della sua presenza (o di una sua copia) ci viene dal Secondo Libro delle Cronache, in cui il re Giosia (nell'anno 621 a.C.) invita i leviti a ricollocare l'arca nel Tempio, da dove non è chiaro (2Cronache 35,1-3). 
Successivamente, all'arrivo dei Babilonesi e alla loro conquista di Gerusalemme (inizi del VI secolo a.C.), dell'arca già non vi è più traccia. Nel passo che parla del saccheggio degli arredi sacri del Tempio (2Re 25,8-17) vengono elencati in modo minuzioso tutti gli oggetti che furono portati a Babilonia, ma non si fa menzione alcuna dell'arca dell'Alleanza. 
Secondo il libro di Esdra, Ciro, re dei Persiani, restituì gli arredi sacri (538 a.C.), che evidentemente erano stati custoditi a Babilonia durante l'esilio, ma ancora una volta non viene nominata l'arca (1,7-11).

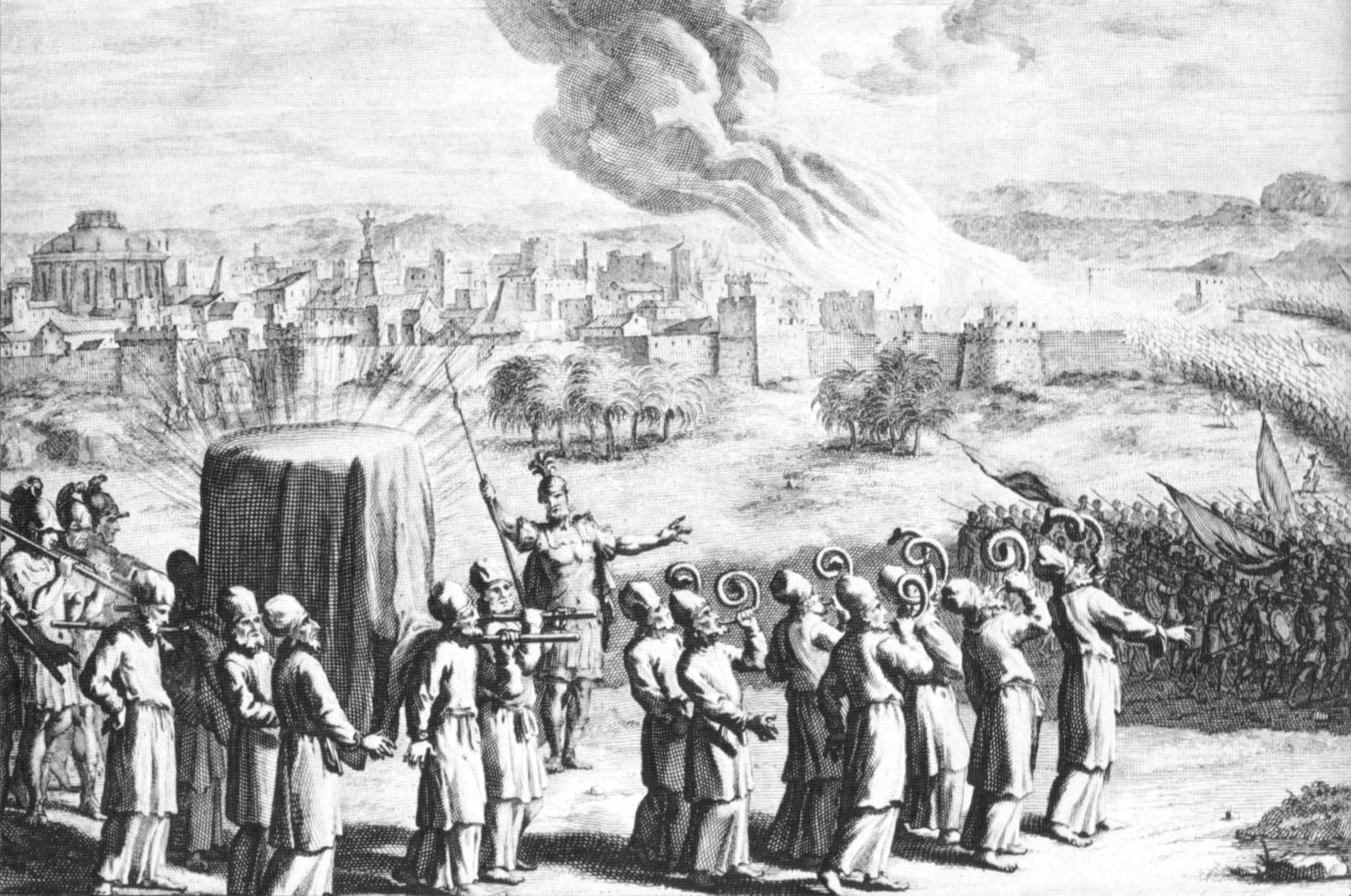
Antica rappresentazione dell'Arca dell'Alleanza

Scarsissimi, nel Nuovo Testamento cristiano, sono i riferimenti all'arca dell'Alleanza (ἡ κιβωτὸς τῆς διαθήκης, hē kibōtós tēs diathékēs).
La lettera agli Ebrei, indirizzata a cristiani di origine ebraica nostalgici del culto del Tempio, fa un rapido accenno alla presenza dell'arca nel "primo santuario" (9,3-5); non è facile capire, però, a quale referente temporale rimandi l'uso del tempo passato per i verbi di questo passaggio.
  L'Apocalisse di Giovanni, poi, descrive il momento in cui un angelo suona la settima tromba (11,15-19): «Si aprì il tempio di Dio che è in cielo e apparve nel tempio l'arca dell'Alleanza. Vi furono lampi e voci e tuoni e un terremoto e una forte grandinata». L'arca dell'Alleanza, dunque, secondo l'autore dell'Apocalisse, si trova custodita nel Santuario celeste e ricompare solo nel momento in cui si chiude la vicenda storica dell'umanità.

## L'arca biblica nel contesto religioso egiziano
L'arca dell'alleanza ha molti tratti in comune con oggetti culturali egiziani della tarda età del bronzo (ad esempio le barche rituali usate nella religione egizia). La cassa di tipo pedes era trasportata con stanghe (cfr. Es 25,13-15); quella di tipo pega veniva avvolta in un panno scarlatto (cfr. Num 4,6); quella del dio Anubi era ricoperta d'oro dentro e fuori (cfr. Es 25,11; 37,2), veniva utilizzata per custodire oggetti sacri (cfr. Es 25,16; Deut 10,2.5), era trasportata con stanghe attaccate alla base e solidamente unita al suo coperchio, detto "trono di misericordia" (corrispondente al "propiziatorio" delle traduzioni bibliche, c'era la statua di una divinità. Nei "troni a palanchino", poi, l'idolo o il re in persona era collocato fra due immagini alate di esseri soprannaturali (cfr. Es 25,17-22).
Secondo David Falk, quindi, l'arca dell'alleanza è caratterizzata da dettagli cultuali e stilistici affini alla casse rituali egiziane del periodo compreso fra il regno del faraone Amenhotep III e la fine della 20ª dinastia (circa 1400-1100 a.C.).

## Ipotesi sul destino dell'arca dell'Alleanza
Il fascino esercitato da questo manufatto ha generato, nel tempo, una molteplicità di ipotesi sul suo destino dopo la distruzione del Tempio di Gerusalemme. 
Si ipotizza che il manufatto sia andato perso prima del VI sec. a.C., o per cause accidentali o durante un saccheggio:
- Essendo fatta principalmente di un materiale deperibile come il legno, l'arca potrebbe essere andata distrutta in un incendio, e questo fatto potrebbe essere stato tenuto comprensibilmente nascosto dalla classe sacerdotale ebraica. Nei tempi antichi, era comune il divampare di piccoli e grandi incendi, in città realizzate con abbondante uso di legno, paglia e stoffe e con la continua presenza di fiamme libere.
- Un'altra possibilità è che il manufatto, realizzato con oro, sia stato rubato, distrutto e disperso dalle truppe che nei secoli hanno più volte saccheggiato il Tempio di Gerusalemme.

L'arca dell'Alleanza, per esempio, potrebbe essere stata rubata durante il saccheggio del Tempio avvenuto tra il 797 e il 767 a.C. ad opera di Ioas, re di Israele con capitale a Sichem di Samaria (Secondo libro dei Re, 14,11-14). In tal caso, l'arca potrebbe essere stata portata in Samaria, e da lì - dopo la distruzione del regno del Nord da parte degli Assiri - in qualsiasi altra parte del Medio Oriente.
Se l'arca non fosse stata già rubata, e se non fosse già stata nascosta in un luogo sicuro, essa sarebbe stata alla mercé delle truppe babilonesi nel 597-588 a.C. quando, su ordine di Nabucodonosor II, esse conquistarono Gerusalemme e saccheggiarono il Tempio. In questo caso, l'arca potrebbe essere stata portata in Babilonia. Come già citato nel paragrafo precedente, tuttavia, nell'elenco del materiale saccheggiato dai Babilonesi l'arca non è citata, e perciò si può supporre che al loro arrivo a Gerusalemme essa fosse in realtà già scomparsa.
Tra i vari “nascondigli” dell’arca dell'Alleanza troviamo infine anche Roma. Ci riferisce Santo Brasca, in un suo testo del 1480, che fra gli oggetti sacri recuperati dal Tempio di Gerusalemme da Vespasiano e Tito, c’era anche l’arca dell’Alleanza, che fu portata a Roma. In San Giovanni in Laterano, infatti, precisamente nella sagrestia della basilica, troviamo ancora oggi un’iscrizione del XIII secolo chiamata “Tabula Magna Lateranensis” che recita, tra l'altro: “Sotto questo altare c’è l’Arca del Patto, la verga di Mosè e la verga di Aronne. Vi è il candelabro d’oro, il turibolo d’oro pieno di incenso e un’urna d’oro piena di manna e dei resti dei pani dell’offerta”. Occorre aggiungere però che il famoso storico dell’epoca Giuseppe Flavio, nella sua opera “Bellum iudaicum", afferma che, saccheggiato il Tempio di Gerusalemme, i Romani portarono con sé a Roma vari oggetti sacri, ma nell'elenco fornito dall’autore, non vi è traccia dell'arca.

### Tradizioni ebraiche sulla presenza dell'arca a Gerusalemme
(Talmud)
Secondo quest'affermazione riportata dal Talmud (trattato Yoma), si ritiene che l'arca sia ancora situata nel luogo originario del Sancta Sanctorum: già re Salomone, profetizzando la futura distruzione del Tempio, avrebbe fatto costruire un luogo sotterraneo, in cui nascondere l'arca nel caso di attacchi nemici; la tradizione vuole che, in seguito, re Giosia l'avesse effettivamente nascosta in quel luogo per ventidue anni. 
Ancora nel Talmud si insegna che anche durante gli anni del secondo Tempio l'arca non fosse all'interno del Sancta Sanctorum, ma sempre in un luogo sotterraneo sul monte del Tempio, da dove comunque non veniva meno la sua funzione di santificazione (si ritiene, infatti, che la Gloria divina si fosse rivelata soltanto durante il periodo del primo Tempio, ma non durante quello del secondo, sebbene fosse comunque presente).

### Nell'Antico Testamento
Nel secondo libro dei Maccabei (2,1-8), appartenente al canone biblico cattolico e ortodosso ma escluso dal canone da Ebrei e protestanti, (seppur utilizzato dalla primitiva comunità cristiana) si racconta che alla fine del VII secolo a.C. il profeta Geremia avrebbe sottratto l'arca alla distruzione portandola via da Gerusalemme e nascondendola sul Monte Nebo. 
Il libro dei Maccabei, tuttavia, riporta fatti avvenuti molti secoli prima della sua redazione; quindi, potrebbe essere stato influenzato da leggende o interpolazioni successive. Questo brano del libro dei Maccabei, e in particolare il riferimento al fatto che l'arca rimarrà segreta «finché Dio non avrà riunito la totalità del suo popolo e si sarà mostrato propizio», evidenzia un profondo legame escatologico tra l'arca e la promessa della salvezza per il popolo ebraico.

### Ipotesi dell'Etiopia

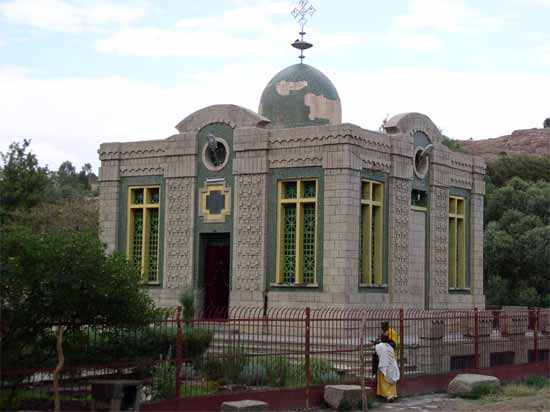
La Cappella di Axum dove sarebbe conservata l'Arca dell'alleanza originale

Secondo un'antica tradizione contenuta nel testo sacro etiope Kebra Nagast (il Libro della Gloria dei Re), l'arca sarebbe stata donata da re Salomone a Menelik I (seconda metà del X secolo a.C.), il figlio da lui avuto dalla regina di Saba, leggendaria fondatrice della nazione etiope (secondo un'altra versione, Salomone avrebbe donato a Menelik una copia dell'arca, ma questi la scambiò di nascosto con l'originale).
Il defunto Imperatore d'Etiopia Hailé Selassié I sosteneva che nel tesoro imperiale della Corona d'Etiopia vi fosse anche l'arca.
I chierici etiopi della cattedrale di Nostra Signora Maria di Sion ad Axum, di rito copto, sostengono di conservare tuttora l'arca. Questa affermazione non può però essere verificata in quanto, essi dicono, l'arca sarebbe un oggetto così sacro che a nessuno può essere permesso di vederla; l'unica persona a cui è concesso questo privilegio è il suo custode, che vive in solitudine nella cappella dove sarebbe riposta l'arca, senza avere contatti col mondo e dedicando alla protezione della reliquia la sua intera vita.
L'architetto italiano Giuseppe Claudio Infranca ha mostrato negli anni 2000 una presunta fotografia dell'Arca, scattata all'insaputa dei sacerdoti (dopo averla vista precedentemente a causa dell'errore di un chierico che aveva sollevato la tenda che la nasconde), raffigurante un contenitore squadrato verticale dorato, da lui realizzata, secondo lui, proprio ad Axum nel 1990 durante una visita alla chiesa per effettuare lavori di ristrutturazione. In seguito sarebbe stata vista anche da una coppia di israeliani che si introdussero nella cappella.
Il 19 giugno 2009 il patriarca della Chiesa ortodossa etiopica Abuna Paulos, in una conferenza stampa tenutasi all'Hotel Aldrovandi a Roma (alla quale parteciparono anche un figlio del principe Makonnen Hailé Selassié, secondogenito dell'imperatore d'Etiopia Hailé Selassié I, e il duca Amedeo D'Aosta), ha dichiarato tra l'altro che: 

### Ipotesi dello Zimbabwe
Sulle orme delle ipotesi che individuano nell'Africa meridionale la collocazione delle leggendarie miniere d'oro di re Salomone, il professor Tudor Parfitt, docente presso la School of Oriental and African Studies di Londra, è del parere che l'arca dell'Alleanza si trovi nello Zimbabwe e che vi sarebbe stata portata lì direttamente da Gerusalemme. 
A sostegno di questa tesi ci sarebbero le proprietà, a detta di Parfitt analoghe a quelle dell'arca, di un oggetto sacro della tribù dei Lemba, una specie di tamburo di nome "Ngoma lungundu", in seguito sparito dopo essere stato sequestrato dall'ex dittatore Robert Mugabe. Inoltre, i Lemba sarebbero discendenti diretti delle tribù israelite, e si considerano ebrei.

### Ipotesi dell'Egitto
Durante il quinto anno di regno di Roboamo, nel 925 a.C., il faraone Sheshonq I invase la Giudea, conquistò Gerusalemme e mise a sacco il Tempio, «portando via ogni cosa» (Secondo libro delle Cronache 12,2-10).
A quel tempo la capitale del Basso Egitto era Bubasti, vicino a Tanis: nell'improbabile caso che l'arca sia ancora integra, potrebbe essere sepolta presso queste città.

### Ipotesi del regno di Cilicia
Secondo un'altra ipotesi, l'arca della Alleanza sarebbe stata donata da Tito a Berenice di Cilicia, sorella di re Erode Agrippa II. Alla morte di Vespasiano nel 79 d.C., Berenice raggiunse Tito a Roma ma fu poi rimandata in patria. La donna, tuttavia, sarebbe riuscita a ottenere dall'imperatore quel che rimaneva del tesoro del Tempio di Gerusalemme, fra cui l'arca della Alleanza, che venne poi nascosta in Cilicia

## L'Arca nella cultura di massa

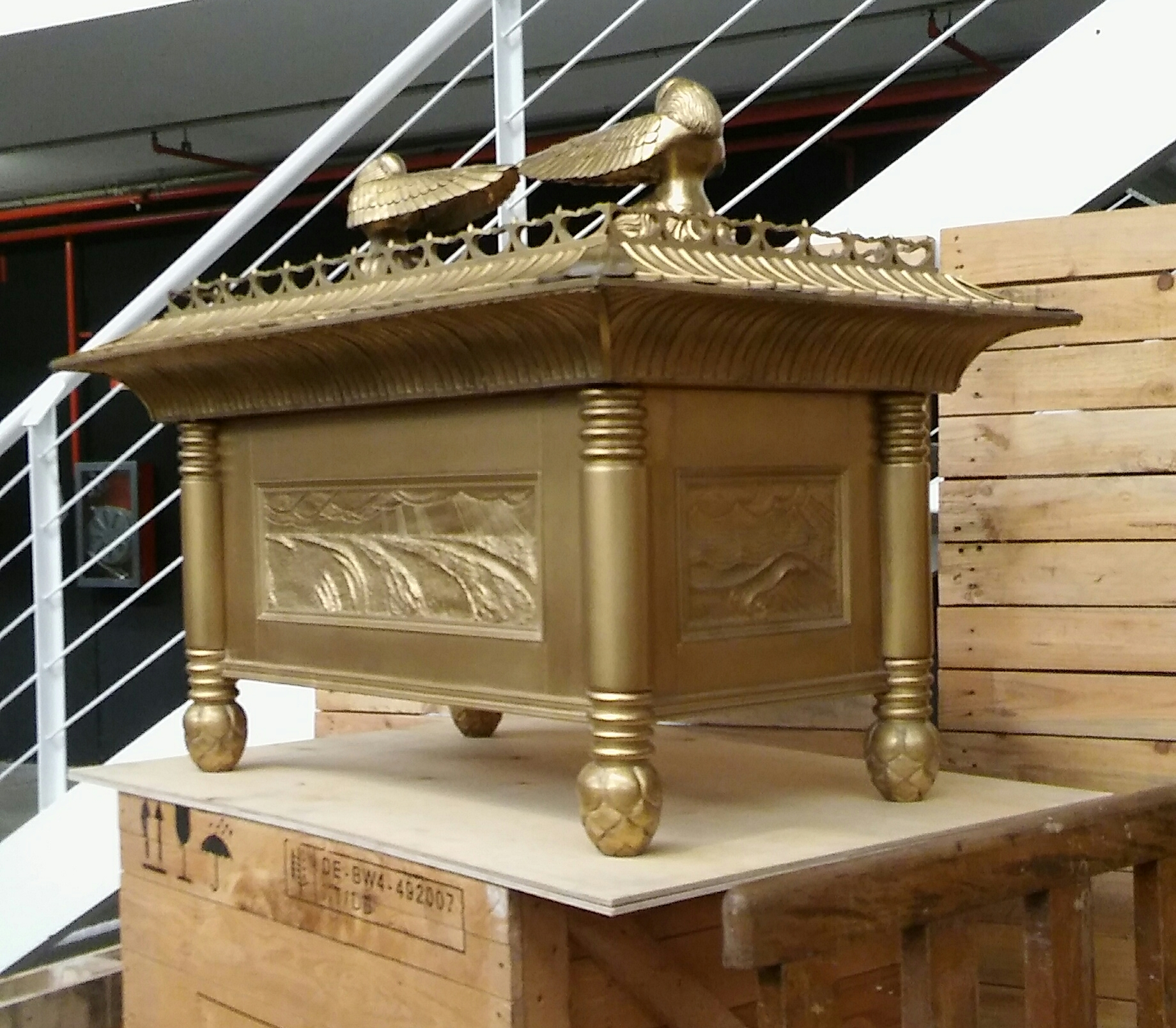
Una replica dell'Arca che appare in I predatori dell'arca perduta.

- Philip Kaufman ha concepito l'arca dell'Alleanza come il principale espediente narrativo del film di Steven Spielberg del 1981 I predatori dell'arca perduta, dove viene trovata da Indiana Jones nella città egiziana di Tanis nel 1936.
- Nel primo film della trilogia The Librarian il protagonista trova tra i reperti all'interno della biblioteca l'arca dell'Alleanza, dopo averla scambiata per una copia.
- Nel primo episodio della serie di videogiochi Tomb Raider, nel livello di addestramento ambientato a Croft Manor è possibile scorgere l'arca tra le casse di legno che affollano il soggiorno di Lara Croft.
- L'arca dell'Alleanza è stata descritta nel diario di Graham Hancock Il mistero del Sacro Graal, Edizioni Piemme 1992. Nel testo, Graham Hancock sostiene l'ipotesi etiope (Axum).
- In una puntata di South Park, intitolata The Jeffersons, si può notare l'arca dell'Alleanza nella stanza di Blanket, figlio di Michael Jackson, quando lo stesso stacca il naso a suo padre.
- In un episodio della serie animata Star Wars: The Clone Wars tra i vari oggetti che vengono caricati su una navetta c'è un oggetto simile all'arca dell'Alleanza.
- Nel videogioco BloodRayne a un certo punto ci si trova in una fortezza nazista, e dentro uno dei locali c'è una cassa di legno, che se viene rotta rivela al suo interno l'arca.
- Nel libro It (di Stephen King), Mike Hanlon e Richie Tozier assistendo (durante la prova del Fumo) all'arrivo di Pennywise sul pianeta Terra sotto forma di un'immensa sfera infuocata, descriveranno tale visione come simile all'arca dell'Alleanza.